# 天主教利欣加教區
天主教利欣加教區（拉丁語：Dioecesis Lichingaensis）是莫桑比克一個羅馬天主教教區，屬楠普拉總教區。
教區成立於1963年7月21日，位於尼亞薩省，2004年有教友194,485人（佔轄區總人口23.2%）、廿一個堂區、三十名司鐸。現任教區主教為阿塔纳西奥·阿米赛·卡尼拉。